# パーリー・キングズ・アンド・クイーンズ

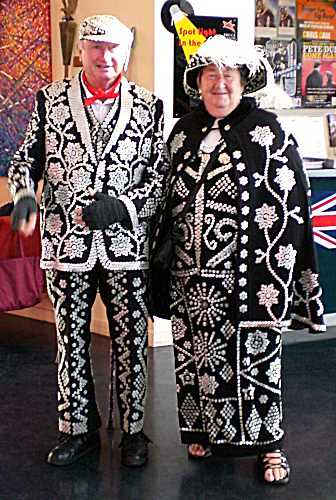
光り輝く装飾の衣装を身につけたパーリー・キングとパーリー・クイーン

パーリー・キングズ・アンド・クイーンズ (英語: Pearly Kings and Queens) は、イングランドのロンドンにおいて、労働者階級の文化として伝統的に行われている組織的な慈善活動である。パーリーズ (pearlies) とも呼ばれる。真珠層のボタンで飾った華やかな衣類を着込んで、病院などに対する寄付金を募る活動をしている。

## ヘンリー・クロフト

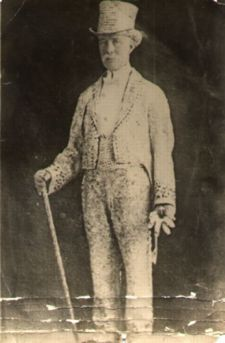
ヘンリー・クロフト、初代パーリー・キング

真珠層のボタンで装飾された服を着る習慣は、ヘンリー・クロフト (1861-1930) に端を発する。クロフトは、慈善活動のために寄付金を集めていた孤児の街路清掃員であった。当時、ロンドンの行商人には、真珠層のボタンで縫い目が装飾されたズボンをはく習慣があった。1870年代後半、クロフトはこの習慣をスパンコールのスーツを作ることに応用し注目を集め、自身の寄付金集めに役立てた。クロフトの衣服は6万個もの光り輝くボタンで飾られていたという。クロフトは主に病院や孤児院などのための寄付金集めに尽力した。1911年、ロンドン北部のフィンチリーで、組織化されたパーリーの団体が結成された。
1930年1月に行われた葬儀には400人の支持者が参列し、全国的にメディアで報道された。1934年、クロフトを「初代パーリー・キング」と称える記念碑の除幕式がセントパンクラス墓地で行われ、記念スピーチの中では、クロフトがロンドンの病院で苦しむ人々のために5,000ポンドの寄付金を集めたことが言及された。

## パーリーの団体

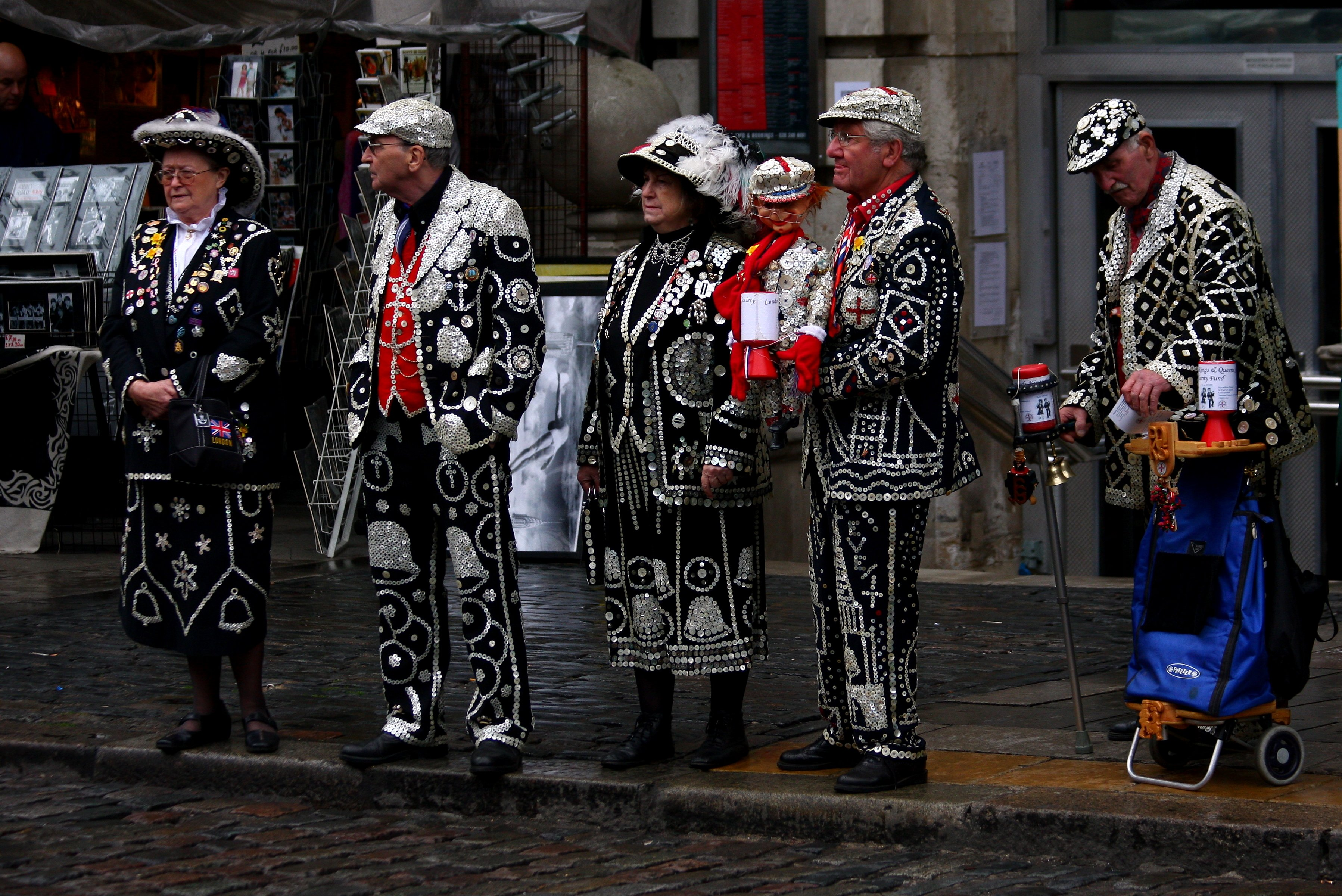
パーリー・キングズ・アンド・クイーンズの集団が、ロンドンのコヴェント・ガーデンで慈善活動のために寄付金を募っているところ

現在、パーリーはいくつかの活動団体に分かれている。クロフトの設立した活動団体は、オリジナル・ロンドン・パーリー・キングズ・アンド・クイーンズ・アソシエーションと呼ばれている。1975年に改革が行われ、シティ・オブ・ロンドン、ウェストミンスター、ヴィクトリア、ハックニー、タワーハムレッツ、ショーディッチ、イズリントン、ダルストン、ホクストンなどの、パーリーが名乗り始めたときから存在している称号のほとんどを保有している。ほかの団体も年を追うごとに設立されてきている。最も古い団体はパーリー・ギルドであり、この団体は1902年に設立された。近年設立した団体としては、ロンドン・パーリー・キングズ・アンド・クイーンズ・ソサエティという、2001年にはじまった団体や、パーリー・キングズ・アンド・クイーンズ・ギルドなどがある。対立関係があるにもかかわらず、各グループはロンドン中心部の教会と関わりを持ち、ロンドンを拠点とする慈善団体への募金活動に尽力している。それぞれ地元の慈善事業のための寄付金集めを行う他、ホスピスや学校などを訪問したり、地元のイベントに出席したりする活動を行っており、「ロンドン生活のアイコン」と見なされている。

## 影響

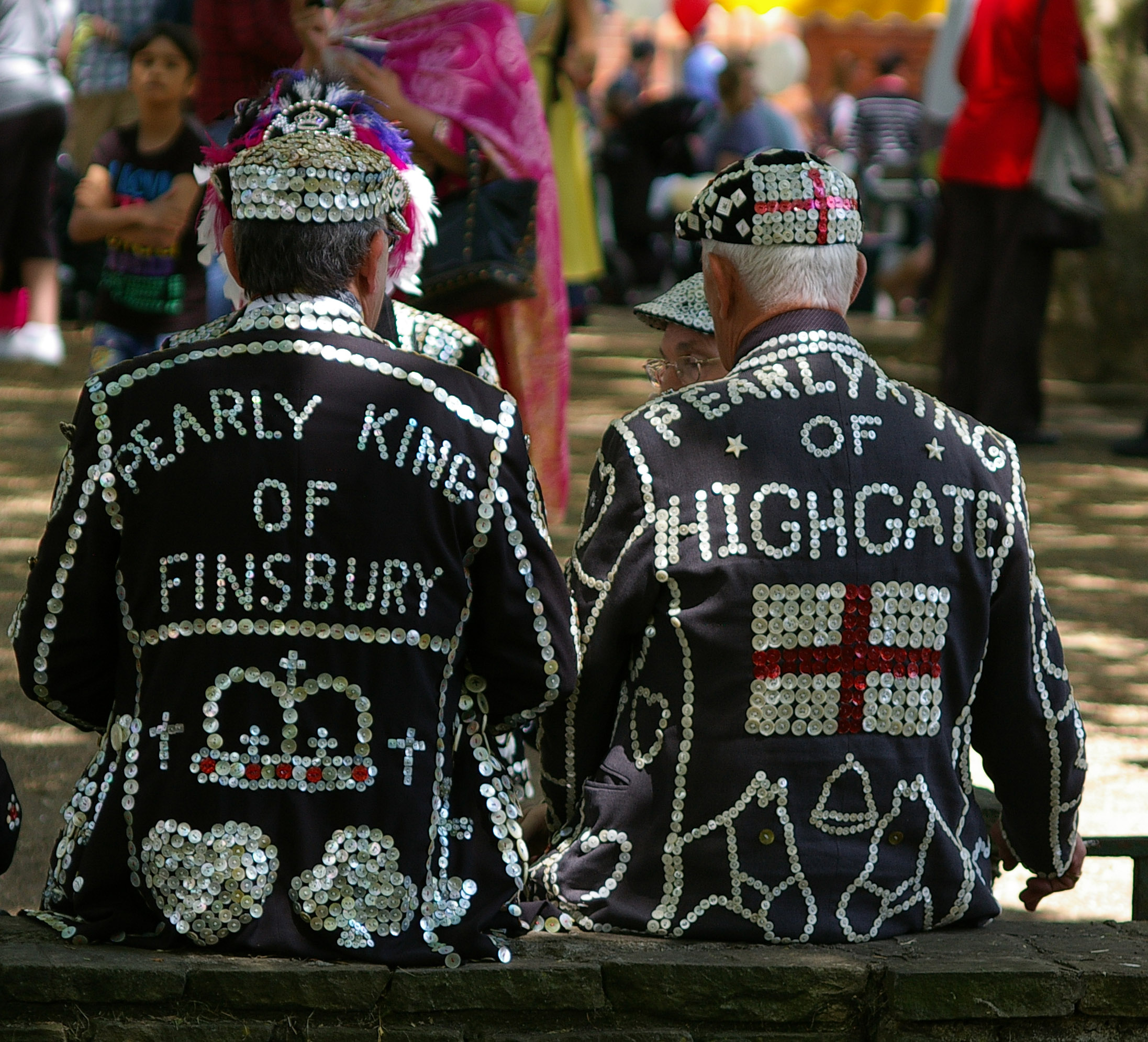
後ろから見たパーリー・キングズの衣装。左側はフィンズベリ、右側はハイゲイトという地名が書かれている。

2007年にザ・ホワイト・ストライプスが出したアルバム『イッキー・サンプ』のジャケットではジャック・ホワイトとメグ・ホワイトがパーリー・キングとパーリー・クイーンをヒントにした扮装をした。
2012年ロンドンオリンピックの開会式では、実在のパーリー・キングとパーリー・クイーンのパレードが取り上げられた。
ファッションデザイナーのリチャード・クインはパーリー・キングズ・アンド・クイーンズの衣装をモチーフとしたスーツをデザインしており、2023年に『ヴォーグ』がロンドンで行ったヴォーグ・ワールドのイベントではアニー・レノックスがこのスーツを着用して出演した。